# Кудре-Рабю
Кудре́-Рабю́ (фр. Coudray-Rabut) — коммуна во Франции, находится в регионе Нижняя Нормандия. Департамент коммуны — Кальвадос. Входит в состав кантона Пон-л’Эвек. Округ коммуны — Лизьё.
Код INSEE коммуны — 14185.

## Население
Население коммуны на 2010 год составляло 305 человек.
| 1962 | 1968 | 1975 | 1982 | 1990 | 1999 | 2010 |
| ---- | ---- | ---- | ---- | ---- | ---- | ---- |
| 187  | 178  | 204  | 254  | 313  | 333  | 305  |

## Экономика
В 2010 году среди 199 человек трудоспособного возраста (15—64 лет) 143 были экономически активными, 56 — неактивными (показатель активности — 71,9 %, в 1999 году было 74,1 %). Из 143 активных жителей работали 139 человек (69 мужчин и 70 женщин), безработных было 4 (2 мужчин и 2 женщины). Среди 56 неактивных 14 человек были учениками или студентами, 23 — пенсионерами, 19 были неактивными по другим причинам.